# Uwe Kamps
Uwe Kamps (født 12. juni 1964 i Düsseldorf, Vesttyskland) er en tysk tidligere fodboldspiller (målmand).
Kamps spillede hele sin 22 år lange karriere, fra 1982 til 2004, hos Borussia Mönchengladbach i henholdsvis Bundesligaen og 2. Bundesliga. Han vandt DFB-Pokalen med klubben i 1995 og spillede hele kampen i finalesejren over VfL Wolfsburg.
På landsholdsplan nåede Kamps aldrig at repræsentere det tyske A-landshold, men var en del af landets OL-hold der vandt bronze ved OL 1988 i Seoul.

## Titler
DFB-Pokal
- 1995 med Borussia Mönchengladbach